# بانک اسلامی عراق
بانک اسلامی عراق (عربی: المصرف الاسلامي العراقي للاستثمار والتنمية) شرکت خدمات مالی و بانکداری عراقی است، که در سال ۱۹۹۳ تأسیس شد.